# Malin Gut
Malin Jaya Gut (* 1. August 2000 in Lenzburg) ist eine ehemalige Schweizer Fussballspielerin. Sie stand zuletzt beim Grasshopper Club Zürich unter Vertrag und gehörte zum Kader der Schweizer Nationalmannschaft.

## Karriere

### Verein
Gut spielte in ihrer Jugend beim FC Fislisbach und beim FC Baden. Von 2012 bis 2015 besuchte sie die Football Academy des Schweizerischen Fussballverbands in Huttwil und Biel. Im Sommer 2015 wechselte sie zum amtierenden Schweizer Meister FC Zürich Frauen. Bereits im ersten Jahr konnte sie sich einen Stammplatz in der ersten Mannschaft erkämpfen. In den Saisons 2015/16, 2017/18 und 2018/19 gewann sie mit ihrem Team jeweils das Double. In der Saison 2016/17 kam sie erstmals in der UEFA Women’s Champions League zum Einsatz und erreichte mit ihrer Mannschaft das Achtelfinale. Insgesamt bestritt sie für den FCZ 15 Partien in der Champions League. In der Saison 2019/20 spielte sie beim Grasshopper Club Zürich. Am 3. Juli 2020 wurde der Wechsel ins Ausland zu Arsenal London bekanntgegeben. Gut kam in ihrer ersten Saison mit Arsenal insgesamt 16 Mal zum Einsatz, sieben Mal stand sie in der Startformation. Mitte Mai 2021 zog sie sich im Training einen Kreuzbandriss zu. Für ihre Rehabilitation kehrte sie in die Schweiz zurück. Ende Januar 2022 kehrte sie zum Grasshopper Club Zürich zurück, verliess diesen zum Saisonende aber wieder, ohne eine Partie gespielt zu haben. Im August 2022 gab sie schliesslich bekannt, dass sie eine einjährige Pause vom Fussball einlegen wolle. Später äusserte sie sich jedoch so, dass sie nicht mehr in den Spitzensport zurückkehren werde.

### Nationalmannschaft
Am 13. September 2017 spielte Gut erstmals für die U-19-Nationalmannschaft der Frauen. Im Juli 2018 nahm sie an der U-19-Europameisterschaft in der Schweiz teil. Sie führte ihr Team als Captain auf das Feld. Das Schweizer Team schied nach der Vorrunde aus.
Am 5. Oktober 2018 gab sie beim WM-Qualifikationsspiel gegen Belgien ihr Debüt in der Schweizer A-Nationalmannschaft. Sie spielte in dieser Barrage-Partie sowohl im Hin- wie im Rückspiel über die volle Distanz. Ihr erstes Tor erzielte sie in ihrem zehnten Länderspiel am 22. September 2020 während der Qualifikation für die Europameisterschaften ebenfalls gegen Belgien. Bei der Qualifikation für die Europameisterschaft 2022 in England stand sie regelmässig in der Startformation. Dem Team gelang in den beiden Barragespielen gegen Tschechien die Qualifikation für die Endrunde, allerdings erst im Penaltyschiessen. Gut trat als erste Schützin für die Schweiz an, verschoss aber ihren Elfmeter. Obwohl sie aufgrund ihres Kreuzbandrisses über ein Jahr nicht mehr gespielt hatte, berief sie Nationaltrainer Nils Nielsen in den vorläufigen EM-Kader. Sie wurde dann aber nicht für den finalen Kader berücksichtigt.

## Erfolge
- Schweizer Meisterschaft: 2016, 2018, 2019
- Schweizer Pokal: 2016, 2018, 2019

## Persönliches
Malin Gut besuchte das Kunst- und Sportgymnasium Rämibühl in Zürich und schloss dieses im Sommer 2020 mit der Matura ab. Sie studiert seit 2022 Geographie an der Universität Zürich.